# شیوه تولید سوسیالیستی
شیوه تولید سوسیالیستی (به انگلیسی: Socialist mode of production) که گاهی با عنوان شیوه تولید کمونیستی یا سوسیالیسم یا کمونیسم مارکسی شناخته می‌شود، مرحله تاریخی خاصی از توسعه اقتصادی و مجموعه روابط تولید متناظر آن است که از سرمایه‌داری در طرح واره ماتریالیسم تاریخی در نظریه مارکسیستی پدید می‌آید. کارل مارکس و فردریش انگلس اصطلاحات کمونیسم و سوسیالیسم را به جای یکدیگر به کار بردند. تعریف مارکسیستی از سوسیالیسم، تولید برای ارزش استفاده—یعنی ارضای مستقیم نیازهای انسانی یا خواسته‌های اقتصادی—است، بنابراین قانون ارزش دیگر فعالیت اقتصادی را هدایت نمی‌کند. تولید مارکسیستی برای استفاده از طریق برنامه‌ریزی اقتصادی آگاهانه هماهنگ می‌شود. به عقیده مارکس، توزیع محصولات بر اساس اصل «به هرکس بنا به نیازش» استوار است. مدل‌های اقتصادی شوروی اغلب محصولات را بر اساس اصل «به هر کدام بنا به سهمش» توزیع می‌کردند. مشخصه روابط اجتماعی سوسیالیسم این است که پرولتاریا ابزارهای تولید را به‌طور مؤثر از طریق شرکت‌های تعاونی، مالکیت عمومی یا ابزارهای صنایع دستی خصوصی و خود مدیریتی کنترل می‌کند، ارزش مازاد به طبقه کارگر و در نتیجه کل جامعه می‌رود.
مفهوم مارکسیستی از سوسیالیسم به‌ویژه اشکال اولیه سوسیالیسم بازار مبتنی بر اقتصاد کلاسیک مانند متقابل‌گرایی و سوسیالیسم ریکاردی در مقابل سایر مفاهیم اولیه سوسیالیسم قرار دارد. بر خلاف تصور مارکسیستی، این مفاهیم از سوسیالیسم مبادله کالایی—بازارها—را برای کار و ابزارهای تولید که به‌دنبال تکمیل فرآیند بازار بودند حفظ کردند. ایده مارکسیستی سوسیالیسم نیز به شدت با سوسیالیسم اتوپیایی مخالف بود. اگر چه مارکس و انگلس در مورد سوسیالیسم بسیار کم نوشتند و از ارائه جزئیات در مورد چگونگی سازماندهی آن غفلت کردند اما بسیاری از دانشمندان علوم اجتماعی و اقتصاددانان نئوکلاسیک از نظریه مارکس به‌عنوان مبنایی برای توسعه مدل‌های خود از نظام‌های اقتصادی سوسیالیستی استفاده کرده‌اند. دیدگاه مارکسیستی از سوسیالیسم به‌عنوان یک نقطه مرجع در طول بحث محاسبات سوسیالیستی عمل کرد.
کارل مارکس شخصاً از اصطلاح سوسیالیسم برای اشاره به این تحول استفاده نکرد و آن را یک جامعه کمونیستی نامید که هنوز به مرحله بالاتر خود نرسیده‌است. اصطلاح سوسیالیسم در انقلاب روسیه توسط ولادیمیر لنین رایج شد. این دیدگاه با مفاهیم اولیه سوسیالیسم که در آن قانون ارزش دیگر فعالیت اقتصادی را هدایت نمی‌کند سازگار است و به آن کمک می‌کند. روابط پولی در قالب ارزش مبادله، سود، بهره و کار مزدی عمل نمی‌کند و در مورد سوسیالیسم مارکسیستی کاربرد ندارد.

### مطالعه بیشتر
- شوایکارت، دیوید؛ لاولر، جیمز؛ تیکتین، هیلل؛ اولمن، برتل (۱۹۹۸). سوسیالیسم بازار: بحث در میان سوسیالیست‌ها.
- فروم، اریک (۱۹۶۱). مفهوم مارکس از سوسیالیسم. مفهوم انسانی مارکس. انتشارات فردریک اونگار.
- انگلس، فردریش (۱۸۸۰). تکامل سوسیالیسم از تخیل به علم.